# Tony Atlas
Anthony White (né le 23 avril 1954 à Roanoke), est un catcheur (lutteur professionnel) américain connu sous le nom de ring de Tony Atlas.
Il devient catcheur en 1974 et travaille principalement dans le Sud-Est des États-Unis. Au début des années 1980, il rejoint la World Wrestling Federation (WWF) où il remporte avec Rocky Johnson le championnat du monde par équipes de la WWF devenant les premiers afro-américain à détenir un titre de champion de catch dans cette fédération.
Il est membre du WWE Hall of Fame depuis 2006.

## Jeunesse
White grandit à Roanoke et a huit frères et sœurs. Sa mère les élève seule et elle a deux emplois. Cinq de se frères et sœurs sont placés en foyer et White passe trois ans dans une famille d'accueil. Il fait de l'haltérophilie, de la lutte, du culturisme et du bras de fer. Il se fait connaitre en remportant diverses championnats locaux dans chacun de ces sport. Il remporte le concours de Mr Virginia en 1974. Il obtient son diplôme de fin d'études secondaires au Patrick Henry High School de Roanoke puis s'entraîne pour devenir catcheur.

## Carrière de catcheur

### Débuts
White commence à s'entraîner auprès de George et Sandy Scott. George Scott va même jusqu'à le payer 150 dollars par semaine durant l'apprentissage de White. White prend le nom de Tony Atlas à la Mid-Atlantic Championship Wrestling (en) (MACW) et continue son apprentissage auprès de Gene (en) et Ole Anderson ainsi que Larry Sharpe,. Il y fait ses premiers combats sous le nom de Tony Atlas en 1974.
En 1976, Atlas quitte la MACW pour tenter sa chance à la Georgia Championship Wrestling (en).

### Années 1970-1990
C'est à la National Wrestling Alliance qu'il débute avant de s'engager avec la World Championship Wrestling, la Jim Crockett Promotions, la World Wrestling Council, la World Class Championship Wrestling, l'American Wrestling Association, l'Americas Wrestling Federation (entre autres) et, enfin, la World Wrestling Federation. Il fut le premier à avoir slammé Hulk Hogan avant d'obtenir une victoire nette et sans bavure sur celui-ci.
Il a également lutté en double, avec Tommy Rich (TNT), Dick Murdoch ou Rocky Johnson (le père de Dwayne Johnson).
Pendant sa période National Wrestling Alliance, Tony Atlas fut Georgia Tag Team Champion avec Tommy Rich ; par la suite, il eut pour partenaire Mr. Wrestling II, Thunderbolt Patterson ou Kevin Sullivan. Son plus grand titre de gloire fut la ceinture par Équipe avec Rocky Johnson, quand ils ont battu les Wild Samoans, devenant les premiers lutteurs afro-américains sur les palmarès (2 fois) de la compagnie. Après avoir perdu ce titre contre Adrian Adonis et Dick Murdoch et le départ de Rocky Johnson, Tony Atlas fut cantonné à des rôles de jobber, ce qui précipita son départ. En 1987, il va à la WCCW et gagne le titre par équipe avec Skip Young. En 1990, sous le nom de Saba Simba, il revient à la WWF, participant même au Royal Rumble 1991.
Un épisode sombre de sa vie : alors qu'il travaillait pour la World Wrestling Council à Puerto Rico, il fut le témoin de l'assassinat de Bruiser Brody par un autre lutteur du nom de Jose Gonzales ; cependant, il n'a jamais voulu témoigner contre ce dernier[réf. nécessaire].

### Années 2000-2012

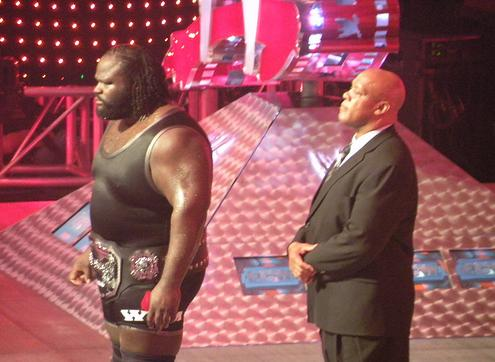
Tony Atlas accompagne Mark Henry à lECW en 2008.

Vince McMahon lui a toujours reconnu une immense admiration et, c'est tout naturellement qu'il fut son principal support pour l'introduire au WWE Hall of Fame (édition 2006).
Malgré son âge, il continuait à lutter dans différentes promotions indépendantes avant de créer sa propre organisation Atlas Pro Wrestling tout en continuant l'activité de son école de fitness à Lewiston (Maine).
C'est donc le 8 juillet 2008 qu'il apparait à nouveau sous les caméras de l'ECW : présenté comme « invité spécial annonceur » pour le main-event Mark Henry Vs. Tommy Dreamer, il attaque cependant Colin Delaney (homme de coin de ce dernier) avant de s'en prendre au challenger. Puis, il lève le bras de Mark Henry mais, le résultat officiel est double décompte extérieur. Depuis, il est le manager de Mark Henry.
Après le départ et le face turn de Mark Henry, il est devenu l'annonceur de l'Abraham Washington Show. Avec la fin de la ECW, son rôle dans le show de Washington est interrompu. Depuis, il apparaît de temps en temps à Raw ou SmackDown.
Le 30 avril 2010, Tony Atlas a été renvoyé de la WWE.
Il est apparu au Raw du 11 décembre 2011 où il a annoncé avec David Otunga les nommés pour le Slammy Award de la star la plus tendance de l'année. Il était présent au smackdown old school 2012

## Palmarès
- Artist Wrestling Federation (AWF)
  - 1 fois champion poids lourd d'Amérique du Nord de la AWF[1]
- Century Wrestling Alliance (CWA)
  - 1 fois champion poids lourd de la CWA[8]
- Eastern Wrestling Alliance (EWA)
  - 1 fois champion poids lourd de la EWA[1]
- Georgia Championship Wrestling (en)
  - 1 fois champion poids lourd de Géorgie de la National Wrestling Alliance (NWA)[9]
  - 4 fois champion par équipes de Géorgie de la NWA avec Tommy Rich (2), Mr. Wrestling II (1) et Kevin Sullivan (1)[10]
- International World Class Championship Wrestling (IWCCW)
  - 2 fois champion poids lourd de la IWCCW[11]
- Mid-Atlantic Championship Wrestling (en)
  - 1 fois champion poids lourd Mid-Atlantic de la NWA[12]
- NWA West Viriginia/Ohio
  - 1 fois champion poids lourd de la NWA West Viriginia/Ohio[13]
- World Class Wrestling Association
  - 1 fois WCWA Television Champion
  - 1 fois WCWA Texas Tag Team Champion avec Skip Young en 1987[14]
- World Wrestling Council
  - 1 fois WWC North American Tag Team Champion avec Miguel Pérez, Jr. en 1978[15]
- World Wrestling Federation / World Wrestling Entertainment
  - WWE Hall Of Fame en 2006[7]
  - 1 fois WWF Tag Team Champion avec Rocky Johnson